# (22935) 1999 TO155
1999 تي أو 155 (ويعرف أيضًا باسم (22935) 1999 تي أو 155 وفق تسمية الكوكب الصغير) (بالإنجليزية: 1999 TO155)‏ هو كويكب ضمن حزام الكويكبات؛ وترتيبه 22935 من حيث الاكتشاف.
اكتُشف هذا الجُرم الفلكي بواسطة بحث لنكولن عن الكويكبات القريبة من الأرض في 7 أكتوبر 1999.

## وصلات خارجية
- (22935) 1999 TO155 في قاعدة بيانات مختبر الدفع النفاث لأجرام النظام الشمسي الصغيرة

- الاكتشاف · مخطط المدار ·  العناصر المدارية · المعلمات المادية

- (22935) 1999 TO155 على موقع ويكي سكاي: DSS2, SDSS, GALEX, IRAS, Hydrogen α, X-Ray, Astrophoto, Sky Map, Articles and images